# Halimede ochtodes
Halimede ochtodes is een krabbensoort uit de familie van de Galenidae. De wetenschappelijke naam van de soort is voor het eerst geldig gepubliceerd in 1783 door Herbst.